# Barchůvek
Barchůvek (německy Klein Barchow) je vesnice, část obce Měník v okrese Hradec Králové. Nachází se asi 1 km na východ od Měníka. Barchůvek je také název katastrálního území o rozloze 1,88 km2.

## Historie
První písemná zmínka o vesnici pochází z roku 1454.
V letech 1850–1980 byla samostatnou obcí a od 1. července 1980 se vesnice stala součástí obce Měník.